# Neo Telecoms
Neo Telecoms est une entreprise de télécommunications française d'infrastructures en fibre optique noire et de services de centre de traitement de données. C'est également un opérateur international de transit IP qui propose des services d'accès internet aux entreprises et aux administrations.

## Historique
La société est créée en 2003 par Florian du Boys et Didier Soucheyre à la suite d'un rachat d'entreprise (MBO) réalisé par les salariés et dirigeants, sur la filiale française de l’opérateur Abovenet.
La société devient un fournisseur de transit IP. En 2004, Neo Telecoms met en service une boucle optique (un réseau de fibre optique en boucle) entre Paris, Londres, Amsterdam et Francfort et commercialise un premier service baptisé NeoWan. En 2007, l’entreprise créée sa première filiale à Metz : Arcan Networks. Cette filiale (co détenue avec une société historique régionale, le groupe Arcan) construira un premier centre de traitement de données (datacenter) de proximité. Puis neuf autres datacenters répartis en France voient le jour dans les années suivantes. 
En 2008, la société crée une deuxième filiale : Serenisys. Elle est spécialisée dans les services de Cloud computing pour les petites et moyennes entreprises. Cette année là, la société déploie un réseau international (reconnu par les autres opérateurs télécoms avec le numéro de système autonome AS8218).  
En 2009, Neo Telecomscrée Intexan, une filiale spécialisée dans la distribution d'infrastructures télécoms et réseaux. En 2012, l’opérateur s’agrandit grâce à l’acquisition du groupe MIT (Montpellier), et poursuit le maillage du territoire national. En 2013, c'est une prise de participation au capital de la société HITS Datacenter, implantée à Nantes, qui lui permet de se doter de deux datacenters de plus[réf. à confirmer]. 
L'entreprise a un chiffre d'affaires de près 22 millions d'euros en 2012 pour l'opérateur, près de 30 millions d'euros avec les filiales. Elle sert aujourd'hui[Quand ?] plus de 450 clients : Fournisseur d'accès à internet (FAI), hébergeurs, services en ligne, opérateurs de télécommunication, Délégation de service public, entreprises et administrations.
Neo Telecoms est également un des membres fondateurs de France-IX, une association loi de 1901 qui pilote le premier point d'échange internet français (aussi appelé IXP pour internet exchange point). Celle-ci vise à promouvoir le peering en France entre acteurs de l'internet.
En septembre 2013, Neo Telecoms signe un partenariat avec l’opérateur Sprint, troisième opérateur de téléphonie mobile aux États-Unis, pour assurer le transit IP de Sprint vers la France.
Le 28 avril 2014, la société annonce sur son site Internet qu'elle se fait racheter par l'opérateur international Zayo Group. Le montant de la transaction n’a pas été divulgué.

## Activités
Neo Telecoms est un opérateur d'infrastructures d'hébergement et de télécommunications.

### Opérateur de télécommunication
À Paris, l'opérateur dispose de son propre réseau de fibres optiques noire. Avec plus de 450 km de fibres, déployées essentiellement dans les égouts, Neo Telecoms figure parmi les principaux opérateurs à commercialiser de la fibre noire pour les réseaux internes des entreprises et/ou pour se relier aux datacenters[réf. à confirmer]. Neo Telecoms déploie généralement des câbles de fibre optique composés de 432 ou 864 brins (ou fils) de fibre optique.
Neo Telecoms est un opérateur de Transit IP qui figure parmi les 50 premiers opérateurs mondiaux[réf. à confirmer]. Il dispose de près de 600 liens de peering avec des acteurs internet français et étrangers, ce qui lui permet de fournir des routes internet de très bonne qualité. 

### Datacenters en France
Neo Telecoms dispose de dix datacenters répartis sur le territoire français : Paris (trois), Montpellier, Toulouse, Besançon, Metz, Nancy, Nantes et La Roche-sur-Yon :
- Paris. Neo Telecoms possède trois datacenters à Paris. Situé à Courbevoie, le datacenter Paris-Ouest offre un espace d’une superficie de 200 m2 avec une capacité de 100 baies (une baie contient par définition plusieurs rack informatiques, qui contiennent des serveurs, des routeurs et d'autres équipements informatiques). D’une superficie de 650 m2, le datacenter Paris-Nord, situé à Saint-Denis, offre une capacité de 300 baies. Quant au datacenter Paris-Centre, situé dans le deuxième arrondissement de Paris, il s'étend sur 1 000 m2 pour une capacité de 250 baies[15].

- Montpellier. Construit en 2008, le datacenter de Montpellier dispose d'une superficie de 300 m2, actuellement [Quand ?] occupée à plus de 70 %. Il a été acquis par Neo Telecoms lors du rachat du Groupe MIT en 2012[16]. Il héberge des données de santé à caractère personnel.

- Toulouse. Ouvert en octobre 2011, le centre d'hébergement de Toulouse est un datacenter d’une superficie de 500 m2 avec une capacité de 180 baies[17][réf. à confirmer].

- Besançon. Le datacenter de Franche-Comté, inauguré en juin 2012, dispose d'une capacité de 150 baies[18]. Il a été construit dans le cadre d’une joint-venture (un co-investissement) avec la société Euclyde. Il est relié au réseau longue distance de Neo Telecoms depuis Lyon et Strasbourg.

- Metz. Le Neo Center Metz est le principal datacenter de la ville. Ouvert en 2008, il sert aujourd'hui[Quand ?] les besoins en hébergement de sociétés locales. Il dispose d'une superficie de 100 m2 avec une capacité de 50 baies.

- Nancy. Ouvert depuis octobre 2008, le Neo Center de Nancy dispose d'une superficie de 100 m2 et d'une capacité de 50 baies.

- Nantes et La Roche-sur-Yon. Dans le cadre de sa prise de participation au capital de la société Hits Datacenter, Neo Telecoms s'est doté de deux datacenters supplémentaires à Nantes et La Roche-sur-Yon.

Les datacenters de Neo Telecoms correspondent à des normes techniques[Lesquelles ?] et sont labellisés Neo center. Cependant, Neo Telecom ne bénéficie pas, à ce jour, de l'agrément "Hébergeurs de Données de Santé" remis par l'ASIP Santé. Cet agrément a été rendu indispensable par la loi HPST pour quiconque souhaite héberger des données de santé à caractère personnel en France, l'intérêt de ces données étant majeur pour les assureurs notamment, mais aussi de nombreuses autres activités.
Neo Telecoms projette de disposer de quinze datacenters à l'horizon 2015. Elle dispose en outre d'une cinquantaine de points de présence. Les datacenters sont classifiés en fonction de leur disponibilité et redondance optique, électrique, climatique par l'Uptime Institute.